# Star Wars: The Old Republic
Cet article concerne le jeu vidéo. Pour la série littéraire qui en est inspirée, voir The Old Republic (série littéraire).
 (novembre 2021).
Si vous disposez d'ouvrages ou d'articles de référence ou si vous connaissez des sites web de qualité traitant du thème abordé ici, merci de compléter l'article en donnant les références utiles à sa vérifiabilité et en les liant à la section « Notes et références ».
Star Wars: The Old Republic (abrégé SWTOR et prononcé SWoTOR) est un jeu vidéo de rôle en ligne massivement multijoueur basé sur l'univers étendu de Star Wars. Il a été développé par BioWare, édité par Electronic Arts, et ouvert aux joueurs le 20 décembre 2011 sur Windows.
Il s'agit du second MMO sur l'univers Star Wars (le premier étant Star Wars Galaxies, lancé en 2003 et fermé pour le lancement de SWTOR le 15 décembre 2011) ; ainsi que du deuxième jeu vidéo Star Wars signé BioWare (le premier étant le jeu de rôle Knights of the Old Republic sorti en 2003).

## Scénario
L'histoire se déroule dans l'univers étendu de Star Wars, 300 ans après les événements du jeu Star Wars: Knights of the Old Republic et donc en 3643 avant la bataille de Yavin, 10 ans après le traité de paix de Coruscant en -3653.
La République gouvernait l'ensemble de l'espace galactique connu (avec l'aide des Chevaliers Jedi, pacifistes) depuis des siècles lorsque les Sith, que l'on croyait disparus depuis la grande guerre de l'Hyperespace, surgirent de nulle part et lancèrent un assaut massif sur les mondes de la Bordure extérieure, reprenant au passage leur planète d'origine, Korriban. Le véritable coup de maître de l'Empire fut à ce moment-là de préparer une intervention militaire au cœur même de la République. À la nouvelle de la destruction du Temple Jedi sur Coruscant, la République, dont la délégation fut conviée par l'Empire sur la planète Aldérande, fut contrainte d'y signer un traité de paix lui étant largement défavorable : le « Traité de Coruscant ».
Quelques années ont passé dans l'ambiance d'une paix apparente. Cependant, des rumeurs affirment que, d'ici peu, la guerre pourrait bien éclater à nouveau : l'heure est venue pour les deux camps de fortifier leurs positions et de se préparer à l'affrontement... Chaque camp est conscient de l'inévitable, mais pas encore prêt à faire le premier pas.

### Escouade du Chaos
L'Escouade du Chaos ("Havoc Squad" en VO) était une unité militaire du cercle des Forces Spéciales de la République Galactique. Sa date de création et son origine sont inconnues, néanmoins on sait qu'elle fut en activité durant la Grande Guerre Galactique, puis durant la Guerre Froide. 
Les opérations menées par l'Escouade du Chaos se résument à  intervenir sur des missions extrêmement dangereuses qui requéraient l'emploi de soldats surentrainés. Elle était composée de soldats de plusieurs spécialités, notamment des médecins de terrain et des servants d'armes lourdes, ceci permettait à la fois à l'unité d'être entièrement autonome sur le terrain tout en gardant sous la main une impressionnante puissance de feu. 
Durant la Grande Guerre Galactique, elle prit part à la bataille d'Alderaan avec à sa tête Jace Malcom. Durant l'affrontement, l'escouade fut presque décimée par des guerriers Sith, mais ça n'empêcha pas l'unité de remplir sa mission : éliminer tous les hostiles sur place, soldats impériaux comme seigneurs Sith. L'unité montra d'ailleurs à cette occasion une extraordinaire capacité à s'opposer à des manipulateurs de la Force. Jace Malcom survécut à l'affrontement, et on suppose qu'il en fut de même pour d'autres soldats car il fut encore fait mention de l'Escouade du Chaos lors de la Guerre Froide, et nous savons qu'un Major du surnom de "BF" a été récompensé pour avoir éliminé une escouade impériale du nom de "Bras de L'empereur", qui avait pour mission de voler les artéfacts de la maison Organa.
On sait que l'escouade du Chaos avait démasqué un chancelier de la République de fraude et de trahison lors des évènements du cartel des Hutts sur Makeb.

## Système de jeu
Contrairement aux MMORPG traditionnels, les classes de The Old Republic ne se limitent pas aux archétypes typiques (guérisseur ou « heal », tank, dps au corps à corps, caster, etc.). BioWare a déclaré que chaque classe pourra être personnalisée afin de permettre à toute catégorie de remplir un rôle quelconque au sein d’un groupe, ce qui élimine la nécessité de saturer le canal recrutement pour trouver une classe spécifique nécessaire à remplir un rôle au sein du groupe. Chaque classe dans The Old Republic continue cependant de favoriser un certain style de jeu, que ce soit à distance, au corps à corps ou autre. La personnalisation d'un personnage, associée au fait qu'il puisse avoir des compagnons PNJ, le rend capable de réaliser de nombreuses situations différentes, avec ou sans le soutien d’un autre joueur, et sans nécessiter d'autres classes afin d'aller de l'avant.
Les choix d’un joueur influencent constamment son allégeance et affectent ses partenaires, mais n'ont aucune influence sur le déroulement de l'histoire de son personnage. Chaque personnage dans le jeu, y compris celui incarné par le joueur, voit la voix de son personnage entièrement doublée, en anglais, français ou allemand. Chaque voix est d'ailleurs différente selon la classe, pour un total de 16 (8 classes fois 2 sexes) voix différentes pour le personnage principal. Les interactions entre personnages disposent d'un système de dialogue similaire à celui utilisé dans Mass Effect. Les joueurs peuvent choisir des compagnons parmi une variété de PNJ, mais passer du temps avec un seul compagnon aide davantage à avancer dans l'histoire, et peut même faire vivre une histoire d'amour à son personnage.
Chaque personnage se voit recevoir son propre vaisseau spatial (6 vaisseaux différents, répartis selon les classes). Les vidéos de combat spatial ont été publiées lors de la Gamescom 2011. La vidéo fournie par BioWare a révélé que le combat spatial serait un « tunnel shooter ». Un tunnel shooter ou rail shooter, ou encore Shoot them up à défilement, est un jeu où le joueur suit une trajectoire prédéterminée, ne se préoccupant que de viser et tirer. Le jeu consiste à déplacer le vaisseau à droite et à gauche sur l’axe X et de haut en bas sur l’axe Y et faire usage des canons en cliquant. Cependant, les joueurs ne pourront contrôler ni la vitesse, ni la direction de leur vaisseau spatial. Jake Neri, réalisateur à LucasArts, a déclaré à PC Gamer dans leur numéro d’octobre 2010 que leur objectif est de capter les moments les plus cinématographiques qu’ils peuvent créer ; ils veulent que les joueurs entrent dans le jeu comme s’ils étaient dans les films.
Entretemps, le combat spatial Joueur Contre Joueur, de type dogfight classique, a été ajouté dans la seconde extension : Galactic Starfighter (Chasseur Stellaire Galactique).

### Classes et espèces
Plusieurs espèces de l'univers Star Wars sont jouables dans The Old Republic. Lors de l'E3 2011, BioWare confirme la présence des Chiss, des Humains, des Miraluka, des Mirialan, des Rattataki, des Sith au Sang-Pur, des Twi’leks et des Zabrak, puis ultérieurement des Cyborg en tant qu'espèce à part. Bien que toutes les classes puissent être jouées par un personnage humain ou cyborg, certaines races sont exclusives à plusieurs classes. Les Zabrak sont dans une situation similaire, à l'exception de l'apparence qui est initialement propre à chaque faction. Cependant, le système d'Héritage rend possible sous conditions (depuis avril 2012) l'utilisation des espèces pour créer des personnages d'une espèce normalement impossible à obtenir pour une classe donnée (ceci incluant l'apparence des Zabrak de la faction opposée). Depuis mai 2013, il est également possible de changer l'espèce de tous ses personnages via un système de personnalisation de l'apparence des personnages. En même temps sont apparues deux nouvelles espèces, jouables dans les deux factions, à condition de les avoir débloquées au préalable : les Cathar et les Togruta.
En octobre 2019, l'espèce des Nautolans fut ajoutée parmi les espèces jouables.
Chaque faction possède quatre classes principales et 8 classes avancées, disposées en miroir entre la République Galactique et l'Empire Sith. Ainsi que chacune de ses 8 classes avancées, ont elles-mêmes accès a 3 types de spécialisations différentes.
Comme si dessous, le jeu possède le principe de trinité. Trois rôles dans le jeu : heal (qui vient de l'anglais, qui signifie "soin" cela désigne les gens qui vont soigner l'équipe pour survivre.), tank (ce sont des gens qui vont protéger l'équipe.) et dps (dégâts ou damage par seconde, cela signifie les gens qui vont attaquer et avoir une posture agressive en jeu).
| République Galactique                                                        | Empire Sith                                                                 |
| ---------------------------------------------------------------------------- | --------------------------------------------------------------------------- |
| Chevalier Jedi : - Sentinelle Jedi (dps) - Gardien Jedi (tank / dps)         | Guerrier Sith : - Maraudeur Sith (dps) - Ravageur Sith (tank / dps)         |
| Jedi Consulaire : - Ombre Jedi (tank / dps) - Erudit Jedi (heal / dps)       | Inquisiteur Sith : - Assassin Sith (tank / dps) - Sorcier Sith (heal / dps) |
| Soldat de la République : - Avant-Garde (tank / dps) - Commando (heal / dps) | Chasseur de primes : - Spécialiste (tank / dps) - Mercenaire (heal / dps)   |
| Contrebandier : - Malfrat (heal / dps) - Franc-Tireur (dps)                  | Agent Impérial : - Agent secret (heal / dps) - Tireur d'élite (dps)         |

### Partenaires[9]
| République Galactique | République Galactique | République Galactique | République Galactique |
| --- | --- | --- | --- |
| Chevalier Jedi | Jedi consulaire | Contrebandier | Soldat |
| T7-O1 Race : Droide Planète : Tython Histoire d'amour : non Bonus : efficacité en bioanalyse +10, critique en piratage +2                                                   | Qyzen Fess Race : Homme Trandoshan Planète : Tython Histoire d'amour : non Bonus : efficacité en archéologie +15, efficacité en bioanalyse +5                                  | Corso Riggs Race : Homme humain Planète : Ord Mantell Histoire d'amour : oui Bonus : critique en fabrication d'armes +5, efficacité en commerce illégal +5 | Aric Jorgan Race : Homme Cathar Planète : Ord Mantell Histoire d'amour : oui Bonus : efficacité en fabrication d'armes +10, critique en diplomatie +2   |
| Kira Carsen Race : Femme humaine Planète : Coruscant Histoire d'amour : oui Bonus : critique - chasse au trésor +1, critique - synthétissage +2                             | Tharan Cedrax (et Holiday) Race : Homme humain (et hologramme) Planète : Nar Shaddaa Histoire d'amour : non Bonus : efficacité en cybernétique +10, efficacité en piratage +10 | Bowdaar Race : Homme Wookiee Planète : Nar Shaddaa Histoire d'amour : non Bonus : efficacité en récupération +10, efficacité en cybernétique +10           | Elara Dorne Race : Femme humaine Planète : Taris Histoire d'amour : oui Bonus : efficacité en bioanalyse +10, efficacité en biochimie +10               |
| Doc Race : Homme humain Planète : Balmorra Histoire d'amour : oui Bonus : critique en biochimie +5, efficacité en commerce illégal +5                                       | Zenith Race : Homme Twi'lek Planète : Balmorra Histoire d'amour : non Bonus : efficacité en chasse au trésor +15, critique en commerce illégal +1                              | Risha Race : Femme humaine Planète : Alderande Histoire d'amour : oui Bonus : efficacité en diplomatie +15, critique en piratage +1                        | M1-4X Race : Droide d'assaut Planète : Nar Shaddaa Histoire d'amour : non Bonus : efficacité en cybernétique +5, critique en récupération +5            |
| Sgt. Fideltin Rusk Race : Homme Chagrien Planète : Hoth Histoire d'amour : non Bonus : efficacité en récupération +10, efficacité en fabrication d'armes +10                | Lt. Felix Iresso Race : Homme humain Planète : Hoth Histoire d'amour : oui Bonus : critique en fabrication d'armes +2, critique en récupération +2                             | Akaavi Spar Race : Femme Zabrak Planète : Balmorra Histoire d'amour : oui Bonus : critique en bioanalyse +2, efficacité en fabrication d'armures +10       | Tanno Vik Race : Homme Weequay Planète : Balmorra Histoire d'amour : non Bonus : critique en fabrication d'armures +10, critique en commerce illégal +1 |
| Seigneur Scourge Race : Homme Sith de sang pur Planète : Hoth Histoire d'amour : non Bonus : efficacité en archéologie +10, efficacité en artifice +10                      | Nadia Grell Race : Femme Sarkhai Planète : Belsavis Histoire d'amour : oui Bonus : critique en diplomatie +2, efficacité en synthétissage +10                                  | Languss Tuno Race : Homme Mon Calamari Planète : Hoth Histoire d'amour : non Bonus : efficacité en commerce illégal +10, critique en investigation +2      | Yuun Race : Gand Planète : Hoth Histoire d'amour : non Bonus : efficacité en investigation +10, efficacité en piratage +10                              |
| C2-N2 Race : Droïde de bord de la république spécialisé en étiquette et en maintenance de vaisseau Récupéré en même temps que son vaisseau personnel Histoire d'amour : non | | | |

| Empire Sith | Empire Sith | Empire Sith | Empire Sith |
| --- | --- | --- | --- |
| Guerrier Sith | Inquisiteur Sith | Chasseur de primes | Agent impérial |
| Vette Race : Femme Twi'lek Planète : Nar Shaddaa Histoire d'amour : oui Bonus : critique en chasse au trésor +5, efficacité en commerce illégal +5                           | Khem Val Race : Homme Dashade Planète : Korriban Histoire d'amour : non Bonus : efficacité en artifice +15, efficacité en investigation +5      | Mako Race : Femme humaine Planète : Hutta Histoire d'amour : oui Bonus : efficacité en piratage +15, efficacité en cybernétique +5                  | Kaliyo Djannis Race : Femme Rattataki Planète : Hutta Histoire d'amour : oui Bonus : critique en commerce illégal +2, efficacité en fabrication d'armes +10   |
| Malavai Quinn Race : Homme humain Planète : Balmora Histoire d'amour : oui Bonus : efficacité en diplomatie +10, efficacité en fabrication d'armes +10                       | Andronikos Revel Race : Homme humain Planète : Tatooine Histoire d'amour : oui Bonus : critique en commerce illégal +2, critique en piratage +2 | Gault Rennow Race : Homme Devaronien Planète : Tatooine Histoire d'amour : non Bonus : efficacité en commerce illégal +10, critique en biochimie +2 | Vector Hyllus Race : Homme humain Planète : Alderaan Histoire d'amour : oui Bonus : critique en diplomatie +5, efficacité en bioanalyse +5                    |
| Jaesa Willsaam Race : Femme humaine Planète : Aldérande Histoire d'amour : oui (seulement du côté obscur) Bonus : critique en synthétissage +5, efficacité en archéologie +5 | Ashara Zavros Race : Femme Togruta Planète : Taris Histoire d'amour : oui Bonus : efficacité en synthétissage +10, efficacité en diplomatie +10 | Torian Cadera Race : Homme humain Planète : Taris Histoire d'amour : oui Bonus : critique en bioanalyse +2, efficacité en investigation +10         | Docteur Eckard Lokin Race : Homme Humain/Rakghoul Planète : Taris Histoire d'amour : non Bonus : efficacité en biochimie +15, efficacité en investigation +10 |
| Lieutenant Pierce Race : Homme humain Planète : Taris Histoire d'amour : non Bonus : efficacité en cybernétique +10, critique en investigation +2                            | Talos Drellik Race : Homme humain Planète : Hoth Histoire d'amour : non Bonus : critique en archéologie +5, efficacité en chasse au trésor +5   | Blizz Race : Homme Jawa Planète : Hoth Histoire d'amour : non Bonus : efficacité en fabrication d'armures +15, critique en fabrication d'armes +1   | Raina Temple Race : Femme humaine Planète : Hoth Histoire d'amour : oui Bonus : critique en fabrication d'armures +2, efficacité en récupération +10          |
| Broonmark Race : Homme Talz Planète : Hoth Histoire d'amour : non Bonus : critique en bioanalyse +2, efficacité en récupération +10                                          | Xalek Race : Homme Kaleesh Planète : Voss Histoire d'amour : non Bonus : efficacité en bioanalyse +10, critique en récupération +2              | Skadge Race : Homme Houk Planète : Belsavis Histoire d'amour : non Bonus : efficacité en récupération +10, critique en chasse au trésor +2          | SCORPION Race : Droide de sécurité Planète : Belsavis Histoire d'amour : non Bonus : critique en piratage +2, efficacité en cybernétique +10                  |
| 2V-R8 Race : Droïde de bord impérial spécialisé en étiquette et en maintenance de vaisseau Récupéré en même temps que son vaisseau personnel Histoire d'amour : non          | | | |

Il est également possible de récupérer un droide d'assaut HK-51.

## Éditions
Il existe pour le moment trois éditions du jeu, la première standard et la seconde exclusive limitée. Cette dernière permet de recevoir certains bonus ou gadgets en jeu, comme des fusées ou un droïde d'entraînement (liste non exhaustive). La dernière édition dite collector permet de disposer non seulement des bonus de l'édition limitée, mais en plus d'acquérir de nombreux objets physiques réels comme une statuette de Dark Malgus, un artbook, une carte de la galaxie connue et la bande sonore du jeu sur CD.

## Développement
Devant le succès de Knights of the Old Republic, BioWare confie le développement de la suite du jeu, Knights of the Old Republic II au studio indépendant Obsidian. Mais le manque de moyens de ce dernier à l'époque ne permet pas au jeu d'être prêt dans les délais (certes courts) demandés, offrant donc aux joueurs un jeu instable et non terminé.
Face à ce revers, BioWare doit se résoudre à gérer en interne la sortie de la suite de la trilogie, dont le projet initial Knights of the Old Republic III qui est rapidement abandonné au profit du MMO actuel.
En septembre 2011, Electronic Arts annonce que le jeu deviendrait payant (frais mensuels) d'ici la fin de l'année pour les États-Unis et certains pays européens. Mais comme Bioware eut envie de rendre leur jeu sur un mode gratuit avant sa sortie, EA annonce le 31 juillet 2012 vouloir mettre en place un modèle de jeu en free to play à partir de l'automne 2012, toutefois avec quelques limitations dans le jeu vis-à-vis des autres joueurs qui continuent de payer un abonnement mensuel. De plus, en novembre 2012, BioWare a instauré un système additionnel, le Marché du Cartel, qui permet également aux joueurs d'obtenir des éléments additionnels dont certains sont purement évènementiels. Ce système est partiellement payant, le joueur pouvant acheter la monnaie propre au Marché du Cartel, les pièces du Cartel, qu'il paye ou non un abonnement. Ceux qui payent un abonnement reçoivent automatiquement une allocation mensuelle de pièces du Cartel.
Les utilisateurs de clés de sécurité (mots de passe à usage unique utilisés pour sécuriser les accès au jeu), disposent eux aussi d'une allocation mensuelle de pièces du cartel, ainsi que d'accès à des vendeurs réservés en jeu, leur offrant par exemple des personnalisations exclusives pour les partenaires des personnages..
Outre tout cela, les détenteurs de l'Édition Collector du jeu (vendue au lancement du jeu) disposent eux-aussi d'une allocation supplémentaire de pièces du cartel et d'accès à des vendeurs exclusifs en jeu.

### Extensions du jeu
Star Wars: The Old Republic possède 7 extensions, qui portent le niveau maximal à 75. La mise à jour 3.2, sortie en avril 2015, ajoute la planète Ziost pour préparer la lutte contre l'Empereur Sith. La dernière extension, intitulée Jedi Under Siege (Jedi Assiégés) sortie le 20 décembre 2018.

#### Rise of the Hutt Cartel
La première extension, Rise of the Hutt Cartel (L'avènement du cartel des Hutts) est sortie le 12 septembre 2013.
Offrant une suite à l'histoire de base dite vanilla qui s'achève sur Corellia, cette extension lance les joueurs à la découverte de la planète Makeb, alors exploitée sans pitié par le Cartel des Hutts pour sa ressource principale, l'Isotope 5, un agent de carburant surpuissant. L'histoire étendue fait forcer les joueurs des deux factions à attaquer le cartel afin de faire profiter des ressources d'Isotope 5 à sa faction. Au cours de cette extension, les joueurs ont la possibilité de faire passer leurs personnages du niveau 50 (alors niveau maximal sous vanilla) au niveau 55. De nouvelles opérations sont lancées, et de multiples erreurs et autres bugs sont résolus.
Mais la plus grosse nouveauté réside dans l'inauguration du Marché du Cartel (conséquence au passage du jeu en free to play). C'est le marché semi-payant du jeu, où les joueurs peuvent dépenser la monnaie payante du jeu, les pièces du cartel, afin d'acheter des éléments exclusifs comme de nouveaux speeders, de nouvelles bures/armures, de nouvelles armes, ou encore déverrouiller les bonus de jeu réservés aux abonnés, etc.
Chaque mise à jour suivante du jeu engendra de nouveaux produits mis en vente sur le Marché du Cartel.

#### Galactic Starfighter
La deuxième extension, Galactic Starfighter (Chasseur stellaire galactique) est lancée le 3 décembre 2013.
Elle apporte le combat spatial multijoueur libre de type dogfight au jeu, permettant aux joueurs de se glisser dans le cockpit d'un chasseur stellaire et d'affronter en équipe de 10 contre 10 au maximum les joueurs de la faction opposée dans l'espace, pour notamment contrôler des espaces stratégiques et/ou les défendre de l'attaque ennemie.
Plusieurs vaisseaux de rôles différents sont disponibles, notamment le chasseur standard polyvalent, mais aussi le vaisseau armé (lourd et résistant, mais réservé au tir longue portée ou encore à l'attaque de points stratégiques fixes), ou encore l'intercepteur (rapide, mais réservé au combat chasseur contre chasseur). Chaque vaisseau est personnalisable et améliorable, à l'aide de points de réquisition acquis au fur et à mesure des combats.
Un quatrième vaisseau, le bombardier (vaisseau lourd polyvalent) est mis en place plus tard pour faire face à la grogne des joueurs face à la puissance de feu du vaisseau armé.
Deux cartes sont disponibles au lancement de l'extension, une troisième carte est mise en place en même temps que le vaisseau bombardier ainsi qu'un nouveau mode de jeu, le dogfight pur et dur. Et d'autres sont prévues à l'avenir.

#### Galactic Strongholds
La troisième extension, Galactic Strongholds (Forteresses Galactiques), est sortie le 19 août 2014.
Cette extension ajoute respectivement  les logements personnalisables, les vaisseaux de guilde et le mode conquête planétaire, au jeu.
Cette extension permet aux joueurs de faire l'acquisition de leurs propres demeures sur les planètes du jeu, initialement Coruscant (pour les personnages affiliés à la République), Dromund Kaas (pour ceux affiliés à l'Empire), mais aussi Nar Shaddaa et Tatooine. Des demeures sur les planètes d'Aldérande, Voss, ou encore Corellia, sont prévues pour les mises à jour suivantes.
Le prix des demeures varie de 5 000 crédits sur les planètes capitales à 2,5 millions de crédits pour une ferme retirée sur Tatooine. Cependant, elles ne sont pas vendues complètes : les pièces les plus proches de l'entrée sont vendues d'office, mais il faut payer l'extension de sa demeure pièce par pièce. Les demeures les moins chères à l'achat (les capitales Hutt, républicaines et impériales respectivement) voient le prix de ces extensions s'envoler, ce qui équilibre le prix moyen d'achat d'une demeure.
Il est possible pour les joueurs de personnaliser leur demeure comme bon leur semble, grâce à un système de crochets de taille petite (verte), moyenne (deux carrés de petite taille simultanément), intermédiaire (un carré de quatre carrés de petite taille), grande (un carré de 3x3 carrés verts) ou encore géante au sol, sur lequel des meubles divers et variés peuvent être placés (lits, salons circulaires, tables, étagères, canapés, mais aussi véhicules personnels, trônes, personnages, statues géantes, etc.).
Des crochets similaires sont placés sur les murs (permettant l'ajout d'appliques, mais aussi de trophées, portraits de notables adversaires tombés face au joueur), ainsi que sur le sol ou mettre des tapis, ou encore au plafond d’où des plafonniers peuvent être installés afin d'améliorer l'éclairage de la pièce.
Les personnalisations basiques ont un cout modique en crédits (1 000 crédits le plafonnier, 2 500 le banc circulaire), mais les modèles supérieurs requièrent d'être échangés contre des compositions fabriquées utilisant des éléments de fabrication standard (cristaux, composites, pièces de tissu, etc.) et évolués (gemmes rares, alliages, tissus rares, etc.), ce qui permet de stimuler les échanges économiques de ces ressources, ainsi que leur récupération lors des missions de collecte...
Le mode conquête, quant à lui, envoie les joueurs membres d'une guilde à travers la galaxie afin de remplir des objectifs leur accordant des points d'influence. Battre les boss planétaires, réussir des missions héroïques ou encore nettoyer des zones entières, permet de faire progresser leur guilde dans un classement hebdomadaire. La guilde qui tient la première place au classement à la fin de la semaine prend le contrôle de la planète et obtient des bonus permanents, ainsi que des rentrées d'argent régulières.
La disponibilité d'un vaisseau de guilde (50 millions de crédits à l'achat), favorise l'implantation de ses membres sur le sol planétaire, et par là-même la prise de ces points.

#### Shadow of Revan
La quatrième extension, Shadow of Revan (L'Ombre de Revan) sort le 9 décembre 2014.
Première extension du scenario principal depuis Rise of the Hutt Cartel (les deux autres extensions n'offrant que des rameaux connexes d'histoire), Shadow of Revan propose aux joueurs de poursuivre le scenario du jeu en partant à la poursuite de Revan et de ses fanatiques Révanites sur les nouveaux mondes de Rishi et de Yavin IV, poursuivant ainsi leur aventure des niveaux 55 à 60. Ces deux nouvelles planètes offrent leurs propres contenus, parmi lesquels de nouvelles zones héroïques et de nouveaux objets. Plus petites que Makeb et offrant moins de contenu que Rise of the Hutt Cartel, Shadow of Revan clôt la vie de Revan. Cette extension, très attendue par les fans n'est cependant pas à la hauteur de leur attentes[réf. nécessaire]. Les zones litigieuses, opérations et les quêtes souffrent de nombreux bugs qui ne sont, pour certains, résolus qu'un mois après la sortie de l'extension.
Cependant, la modification du jeu la plus notable qu'apporte cette extension est la disparition du système des arbres de talents du jeu vanilla au profit du tout nouveau système de « disciplines », qui ouvre des voies de progression plus claires par classe avancée et apporte des rôles plus efficaces aux personnages de soutien (tanks et soigneurs) de bas niveau. Les joueurs reçoivent un pouvoir spécifique à leur rôle de spécialisation (soin, tank ou dps) dès le niveau 10, ce qui rend les personnages de bas niveau capables de jouer bien plus efficacement leurs rôles lors des missions JcE multijoueur (notamment les donjons). Le problème d'inefficacité que rencontraient les personnages soigneurs ou tanks notamment lors du second donjon du jeu, la Station Martel, est ainsi résolu.
Le système de disciplines fonctionne comme suit : Les arbres de progression basiques de la version vanilla du jeu sont supprimés, et remplacés par des trames de progression linéaires et spécifiques à chaque classe avancée. À certains niveaux paliers, un pouvoir bonus bien précis est donné au personnage. Mais à certains de ces niveaux paliers, au lieu d'un nouveau pouvoir ou buff (amélioration d'un pouvoir existant), c'est un point d'attribution qui est donné au joueur. Le joueur est ensuite libre d'affecter ce point d'attribution sur un pouvoir (ou buff) sélectionnable supplémentaire de son choix. Ces pouvoirs sélectionnables sont au nombre de 15 par classe avancée (pour 7 points d'allocution en tout), et améliorent de manière significative les pouvoirs qu'ils améliorent. Ils sont classés par groupes de 5 : les 5 premiers sont accessibles dès le départ (dès la spécialisation du personnage au niveau 10), les 5 suivants une fois que 3 des 7 points d'attribution sont alloués dans les pouvoirs de rang 1, et les 5 derniers sont disponibles une fois 5 des 7 points d'attribution alloués dans les pouvoirs/buffs de niveaux 1 et 2.[pas clair].

#### Knights of the Fallen Empire
Annoncé lors de l'E3 2015, Knights of the Fallen Empire (les Chevaliers de l'Empire Déchu) est annoncé comme la plus grande extension jamais réalisée pour SWTOR . Outre les 5 nouveaux niveaux (de 60 à 65), et nombreux changements mécaniques communs aux mises à jour et extensions listées ci-dessous, le changement le plus notable est le retour à la narration de BioWare. En effet, après les multiples ajouts narratifs façon "patchwork" destinés à justifier les nouvelles quêtes, un scénario complet semble avoir été écrit, et 9 chapitres seraient disponibles à la sortie de l'extension, ce qui porterait le total à 16 chapitres. Cette nouvelle menace aurait détruit l'Empire et la république galactiques, et les personnages créés par les joueurs se seraient fait cryogéniser, ce qui pourrait induire un avancement dans le temps par rapport aux évènements du premier scénario. Autre nouveauté : un changement de partenaires, ce qui confirme l'idée d'un avancement dans la chronologie.
La sortie est prévue pour le 27 octobre 2015 et est gratuite pour les abonnés. Cependant les abonnés du 1er aout au 20 octobre bénéficient de l’accès anticipé depuis le 20 octobre 2015, ainsi que du tout nouveau partenaire Nico Okarr (le contrebandier arrêté par la république dans la cinématique Retour), d'équipements et un fonceur inspiré de Star Wars : Knights of the Old Republic, le tout disponible immédiatement.
Knights of the Fallen Empire (les Chevaliers de l'Empire Déchu) représente la plus grosse modification apportée au jeu à ce jour :  
- Les compétences principales des classes présentes depuis vanilla (vigueur, volonté, astuce et visée) ont toutes été supprimées et remplacées par une compétence unique dénommée Maîtrise,

- Les partenaires ne sont plus soumis au recyclage des vieux vêtements, car les bonus aux stats leur sont supprimés : les partenaires ne changeront désormais de tenues que dans un but esthétique. Cependant, les bonus aux stats apportées par les différentes tenues sont supprimées, rendant les slots d'équipement d'implant et d'oreillette inutiles sur les partenaires : celles-ci sont donc supprimées. Certains partenaires, notamment Khem Val, qui ne pouvaient pas changer d’apparence en jeu, ne peuvent plus du tout porter d'armure. Le kaleesh Xalek, quant à lui, ne peut plus porter d'équipement crânien ni de gants. Seules les armes et les options de personnalisation restent disponibles et modifiables. Cela permet de rendre bien moins longue et pénible la phase de mise à jour du stuff du personnage et de son partenaire usuel, tout en rendant à nouveau utile le stuff amélioré qui leur était réservé et qui tombait en fin de mission.
- Le système de synchronisation des niveaux est ajouté, système qui voit le niveau et les capacités des personnages ajustées à la planète qu'ils visitent : Un personnage de niveau 60 se rendant sur Voss (niveaux 44-47), sera réajusté sur les capacités d'armure - et surtout de dégâts d'armes - du niveau 48. Cependant, les bonus d'expérience et de loot (notamment les crédits) sont ajustés sur ceux d'un mob de niveau 60. Cela permet aux joueurs de gagner en bonus et en expérience à hauteur du temps joué et investi, mais aussi aux joueurs d'aller ou ils veulent dans la galaxie sans perdre de temps avec des adversaires qui ne rapportaient rien.

Outre cela, la progression dans le jeu est massivement simplifiée afin de rendre la phase de montée en niveau beaucoup plus courte, modifiant la trame des missions : 
- les missions secondaires sur chaque planète sont désormais facultatives, et une option permet même d'en désactiver l'affichage des icônes à l'écran ! Il est désormais possible de monter en niveau sans avoir à faire les missions facultatives planétaires.
- Les missions de classe et des trames optionnelles d'histoire (Makeb, etc) apparaissent désormais en violet, tandis que les missions héroïques ne requièrent plus de retourner à un pnj ou une boite de dépôt pour être considérées comme complètes : elles se complètent sitôt l'objectif atteint et les personnages hors de danger.

- Une option payante du jeu permet de créer (ou d'avancer) directement un personnage de (au) niveau 60, afin de commencer la nouvelle histoire de suite. De plus, les abonnés ont immédiatement accès à Nico Okarr, le premier partenaire de la nouvelle histoire, ainsi qu'à une réplique de son manteau et de sa paire de blasters. Les non-abonnés devront quant à eux attendre de le débloquer dans la trame historique, et n'auraient pas accès à la réplique de son manteau et de ses armes.

Les partenaires sont également mis à l'honneur dans la nouvelle extension, et le système d'affection original est massivement modifié :
- Le système d'influence des personnages est également modifié : ce n'est plus un seul chiffre, mais désormais un grade, qui offre pour tous les personnages une réduction similaire au temps de craft.
- Les partenaires ne sont plus cantonnés à un rôle (tank/dps/heal), et peuvent désormais tous exécuter les 3 rôles : à moins d'être engagés en combat, une option permet de faire ce choix dans la fenêtre d'influence des partenaires.
- Les options de dialogue avec les partenaires ne sont plus soumises à l'atteinte d'un seuil particulier d'affection, mais sont calqués sur l'histoire de classe.
- Les cadeaux de partenaire de grade 6 sont rendus disponibles.

Le craft n'est pas non plus en reste : 
- Les paliers d'activation des différents plans, sont supprimés et remplacés par des rangs. Les objets deviennent craftables sitôt le rang correspondant atteint. Cela retire la nécessité d'aller voir le maître de craft à chaque palier atteint.
- Les kits d'amélioration de rang 9 et 10 sont supprimés, et convertis en kit de type 8, afin de faire correspondre ceux-ci aux nouveaux rangs.
- Toutes les armures craftées sont désormais modifiables.
- Les chances d'obtenir un plan de confection via la rétroconfection, sont grandement augmentées. De plus, les rétroconfections ne donnent plus de composants aléatoires.
- Les plans de craft ont vu leurs prix considérablement diminués.
- La confection d'objets de qualité supérieure (verts) est rendue impossible : Tous les objets craftés sont désormais de qualité prototype (bleu).
- La compétence de craft biochimie, autrefois délaissée et auparavant privilégiée par les joueurs, a été nerfée : les packs, implants et grenades autrefois réutilisables, ne le sont plus. Ces dernières sont cependant bien plus puissantes.
- Le loot d'opération ne peut plus être rétroconfectionné, mais le joueur peut désormais confectionner un loot équivalent, et le vendre. Ce stuff correspond en stats au stuff d'opération en mode histoire, et peut être rétroconfectionné pour obtenir le plan de l'objet correspondant en stats au stuff d'opérations en mode difficile. Les reliques, cependant, ne sont pas concernées par cela.
- Les missions de collecte et les gisements, donnent désormais plus de ressources de craft.
- Certaines ressources de craft ont été supprimées afin de réduire le nombre de produits disponibles. Les joueurs disposant de ces ressources ont reçu une quantité égales de l'équivalent de ces ressources.

Le reste des modifications est décrit ci-dessous :
- L'onglet collections a été revu afin d'être beaucoup plus facile à naviguer : il s'ouvre désormais par défaut en mode intégralement réduit, et affiche les équipements (armes, cristaux, véhicules, etc.) au lieu des packs du cartel dans lesquels ils étaient inclus.
- La statistique secondaire Index d'Afflux a été supprimée, et fusionnée à la statistique Index de critique.
- Toutes les zones litigieuses sont désormais disponibles en mode solo, tactique, et difficile, à leur niveau d'origine. Cela permet aux personnages de niveau 15 de s'enrôler pour n'importe quelle zone litigieuse du jeu.
- Chaque semaine, une opération en mode difficile sera choisie au hasard et offrira de bien meilleures récompenses qu'à l'accoutumée.
- Une nouvelle zone litigieuse, Forteresse Stellaire, est rendue disponible une fois le nouveau scénario complété : elle permet à un groupe de 4 de prendre d'assaut une station stellaire de Zakel.
- Les datacrons sont désormais liés à l'héritage, et donnent désormais les bonus à tous les membres de l'héritage. Cela réduit également le temps perdu à essayer d'obtenir les datacrons avec chaque personnage, et la frustration liée aux plus difficiles d'accès d'entre eux (Coruscant et Nar Shaddaa notamment).
- Les missions de groupe sont désormais synchronisées, ce qui permet à des groupes de se former sans avoir à se préoccuper des différentiels de niveau.
- Les zones litigieuses (donjons) et opérations (raids) ont été revus, et sont désormais disponibles pour la plupart dans tous les niveaux de difficulté.
- Un statut de "légende" a été créé, réservé aux joueurs ayant terminé les 8 histoires de classe de base sur un même serveur et offrant un bonus considérable de Présence aux personnages en disposant.

De manière générale, le jeu a vu son interface remaniée, ainsi que son lanceur.

#### Knights of the Eternal Throne
Sortie le 29/11/2016, Knights of the Eternal Throne (Chevaliers du Trône Eternel, abrégé KotET et prononcé kotêt) est la nouvelle extension de SWTOR qui fait suite à Knights of the Fallen Empire (KotFE). On retrouve les personnages de KotFE dans un nouvel arc narratif qui clôt l'histoire des Chevaliers. Le niveau maximum étant passé de 65 à 70, beaucoup de changements y ont  été apportés. SWTOR voit son système de stuffing (obtention de l'équipement) complètement changé, en plus de n'avoir plus qu'un stuff pour toutes les activités JcJ et JcE, pendant une grande période de jeu votre stuffing va être dépendant de la chance que vous aurez dans les caisses de Commandement. Ce qui a occasionné une grande frustration auprès des joueurs, qui trouvaient le stuffing trop long et axé au début sur la chance. KotET d'une manière générale, a réjoui beaucoup de joueurs du point de vue de son scénario palpitant, mais en a perdu beaucoup d'autres à cause du manque de contenu évident à haut niveau. Une seule Opération qui sortira Boss par Boss (mise à jour par mise à jour, comptez peut-être 1 mois entre chaque Boss) est prévue, ce qui reste très insuffisant pour un MMOrpg. Aucune nouveauté concernant le JcJ, si ce n'est la disparition de l'expertise et donc du stuff JcJ ce qui a lassé encore beaucoup de joueurs. KotET est une réussite scénaristique mais au point de vue d'un jeu multijoueurs, ce n'est pas un aboutissement. A noter que Drew Karpyshyn, connu pour ses livres Annihilation et Revan ainsi que sa grande connaissance de l'univers The Old Republic et aisance à créer des histoires empoignantes, est revenu dans les studios pour nous sortir ces 9 chapitres.
KotET a rendu le jeu encore plus facile qu'auparavant, en rendant par exemple la classe avancée dans la création de personnage, ce qui navre certains joueurs. Malgré le nouveau mode "Maître" des Chapitres, le reste est devenu très simple.
Les Soulèvements ont posé beaucoup de questions des joueurs sur les intentions des développeurs, trouvant que ces nouvelles instances comme des Zones Litigieuses ratées. Certains vont même jusqu'à dire que c'est volontaire de la part des développeurs de sortir des contenus bâclés, et plus à l'attente des joueurs.
Peu après la sortie de cette extension, un boost d'expérience et d'expérience de Commandement ont été appliqués de 250 % pour les deux. Disponible du 7 février ou 11 avril.
8 modifications majeures ont été révisées pendant cette extension:
- Une nouvelle histoire de SWTOR: Knights of the Eternal Throne propulse le joueur vers 9 nouveaux chapitres décisifs sur la guerre de l'Etranger contre l'Empire Eternel. Deux nouvelles planètes sont disponibles pour l'occasion (mais vous ne pourrez néanmoins les visiter que pendant l'extension, le monde ouvert (ou open-world) n'est pas encore disponible: Iokath et Nathema.)
- Le nouveau niveau maximal passe de 65 à 70.
- Système Obscurité contre Lumière: Cet ajout permet aux joueurs de se battre pour le Côté Obscur ou Lumineux de la Force et faire ainsi passer la galaxie dans le Côté qu'ils souhaitent en apportant des points d'obscurité ou de lumière à l'alignement du serveur. Vous pouvez choisir de vous battre pour le Côté de votre choix en cliquant sur "prêter allégeance au côté obscur/lumineux" dans une partie de l'ATH prévu à cet effet.
- Le Commandement Galactique: Cette nouvelle interface permet aux joueurs de progresser dans le niveau 70 en faisant des activités telles que des Zones de Guerre, Soulèvements, Zones Litigieuses, Galactic Starfighter, Opérations, Missions Héroïques. Ces activités vous donneront des points d'expérience de commandement et vous pourrez ainsi passer des niveaux. A chaque niveau, vous recevrez une boite de Commandement, celle-ci contient des objets plus ou moins intéressants et potentiellement une pièce d'équipement en plus de jetons, à noter que ces jetons seront importants pour acheter vos pièces d'équipement auprès de vendeurs PnJ. Il existe quatre tiers dans le Commandement Galactique: du niveau 1 à 89 / du niveau 90 à 179 / du niveau 180 à 299 et enfin le tiers 4 correspond au niveau 300 dans lequel vous pouvez passer indéfiniment des niveaux pour obtenir de l'équipement. L'index des pièces d'équipements obtenus varie selon votre tiers: plus votre niveau sera grand, plus les index d'équipements obtenus seront élevés. Cette interface pourra en outre : Afficher l'alignement galactique de votre serveur, afficher vos points de commandement et votre rang actuels, immédiatement voyager vers une zone héroïque ou une zone litigieuse en mode histoire, intégrer rapidement et en simultané les files d'attente pour les zones litigieuses, les soulèvements, les zones de guerre, les opérations et les parties de Chasseur galactique.
- Les soulèvements: les soulèvements sont des instances de groupe répétables (à l'image des Zones Litigieuses, en plus petites) dans lesquels votre groupe progressera dans une aventure remplie de bonus et de points d'expérience de Commandement. C'est l'une des activités principales pour passer les niveaux de Commandement et s'équiper. Il en existe 8 actuellement.
- Il est possible de créer un personnage de niveau 65 grâce au jeton de personnage. Le joueur peut ainsi choisir entre commencer son personnage niveau 1, 60 (afin de faire KotFE et KotET) ou 65 (dans l'optique de ne faire uniquement KotET). Les jetons de personnages sont achetables au marché du Cartel, chaque compte abonné reçoit un jeton gratuit.
- Dans la création de personnage, le choix de la classe avancée est immédiat: lorsque vous créez un personnage, vous devrez choisir directement sa classe avancée. (au lieu d'attendre le niveau 10, comme avant)
- La saison 8 JcJ classé. Cette nouvelle saison clôt la saison 7 dont les récompenses sont disponibles dans la partie entrainement au combat de la Flotte.

Compétence d'équipage: La limite des compétences d'équipage a été augmentée à 600.
- De nouveaux matériaux de confection de rang 10 sont désormais disponibles pour toutes les compétences.
- De nouveaux plans de confection de rang 10 sont désormais disponibles pour toutes les compétences.
- De nouvelles missions de confection de rang 10 sont désormais disponibles pour toutes les compétences.
- De nouveaux gisements sont désormais disponibles pour toutes les compétences. Vous pouvez les trouver dans le Marais de Zakel et dans les villes de Zakel, à côté des gisements de rang 9.

Equipements au niveau 70: S'équiper au niveau 70 est radicalement différent d'avant. Maintenant, les équipements JcJ n'existent plus et sont remplacés par des équipements JcJ/JcE, l'expertise est donc supprimée du jeu. Les différents vendeurs vous proposeront des équipements 230, 236, 242 ou 248.
- JcE: Dans les Opérations, selon le niveau de difficulté vous gagnerez des pièces d'équipement non-assemblées, qui après pourront être revendues à un marchand contre des pièces d'équipement d'index 236 / 242 / 248 pour les opérations de niveau respectif: histoire, difficile et cauchemar.
- JcJ: A la fin des Zones de Guerre, vous recevrez des composants de pièces d'équipement non-assemblées. Auprès d'un vendeur de la Flotte vous pourrez les échanger contre une pièce d'équipement non-assemblée et enfin auprès d'un autre vendeur, échanger ceci contre une pièce d'équipement. A noter que pour avoir une pièce d'équipement non-assemblée de niveau deux (donc pour une pièce d'index 236) il faudra vous munir de la pièce d'équipement 230 et d'un quantité plus importante de jetons. Et pareil pour une pièce 242, il faudra se munir de la pièce d'équipement 236.
- Vous pourrez également au long de vos niveaux de Commandement, obtenir une quantité de pièce d'équipement non négligeable dans les caissent de Commandement. (Index 230 pour niveau 1 à 89, 234 et 236 pour niveau 90 à 179 et enfin 240 et 242 pour niveau 180 à 299 et enfin entre 246 et 248 pour le rang 300) Attention tout de même, les caisses ne vous permettront pas toujours de vous assurer une panoplie d'équipement complet en 248 rapidement, donc complétez avec les activités JcE ou JcJ.

Réserve du Commandement: Après avoir gagné un niveau de Commandement, vous obtiendrez une caisse de Commandement, voici comment l'ouvrir et ce qu'il y aura à l'intérieur:
Vous pouvez ouvrir les caisses de commandement via la réserve du Commandement, 
- Cliquez sur "OUVRIR". Vos récompenses s'afficheront dans le Stock d'objets à droite.
- Pour transférer vos objets du stock à votre inventaire, sélectionnez-les puis cliquez sur « OBTENIR ». À noter que les jetons sont toujours à obtenir et les pièces d'équipement artefacts et légendaires aussi. Le reste n'étant pas très important, faites votre choix.
- Vous pouvez aussi DÉSINTÉGRER des objets, ce qui permet de les détruire en échange de points de commandement. Une fois désintégrer les objets ne sont plus obtenables, donc faites attention au moment de cliquer, à ne pas désintégrer par inadvertance les pièces d'équipements et jetons.

Divers:
- La barre de menu principale de l'ATH a été modifiée pour en faire une barre déroulante beaucoup plus compacte.
- Nouveau degré de qualité des objets : légendaire. Qui est au-dessus d'artefact. Caractérisé par son contour et son écriture dorés. Concerne les équipements d'index 236 et 242.
- La fenêtre des chapitres a été mise à jour pour permettre d'accéder aux précédents chapitres en mode de difficulté "Histoire", "Vétéran" ou "Maître".

#### Offensive
La sixième extension du jeu Offensive (Onslaught en VO) sort le 22 octobre 2019.
Cette extension augmente le niveau maximum de 70 à 75, ajoute deux nouvelles planètes (Onderon et Mek-Sha) et propose un nouveau développement de l'histoire pour choisir qui de La République Galactique ou de L'Empire Sith contrôlera la galaxie.

#### Legacy of the Sith
La septième extension du jeu Legacy of the Sith est dans un premier temps annoncée pour le 14 décembre 2021, puis reportée à mi-janvier. Le 7 décembre, la sortie est repoussée au 15 février 2022 pour cause de retards et de bugs. 
Elle marque le dixième anniversaire de la sortie du jeu. Elle propose une refonte du gameplay des classes de personnages en offrant la possibilité de fusionner des styles de combat. L'année 2022 est annoncée comme une année de célébration anniversaire comprenant plusieurs mises à jour et évolutions du jeu.  

### Chronologie du développement
| Nom de l'extension                                       | N°     | Date                                                                   |
| -------------------------------------------------------- | ------ | ---------------------------------------------------------------------- |
| Star Wars The Old Republic                               | 1.0    | 13 décembre 2011 (accès anticipé) - 20 décembre 2011 (sortie mondiale) |
| Soulèvement des Rakgoules                                | 1.1    | 17 janvier 2012                                                        |
| Héritage                                                 | 1.2    | 12 avril 2012                                                          |
| Alliés                                                   | 1.3    | 26 juin 2012                                                           |
| Cauchemar venu d'ailleurs                                | 1.4    | 26 septembre 2012                                                      |
| HK-51 activé                                             | 1.5    | 15 novembre 2012                                                       |
| Hyperporte antique                                       | 1.6    | 11 décembre 2012                                                       |
| Le retour des Gree                                       | 1.7    | 12 février 2013                                                        |
| Rise of the Hutt cartel et Repaires d'infâmes malandrins | 2.0    | 9 avril 2013                                                           |
| Personnalisation                                         | 2.1    | 14 mai 2013                                                            |
| Opérations cauchemar                                     | 2.2    | 12 juin 2013                                                           |
| Les titans de l'industrie                                | 2.3    | 6 août 2013                                                            |
| La guerre d'effroi                                       | 2.4    | 1 octobre 2013                                                         |
| Galactic Starfighter (accès anticipé)                    | 2.5    | 5 décembre 2013                                                        |
| Galactic Starfighter (sortie mondiale)                   | 2.6    | 4 février 2014                                                         |
| Invasion                                                 | 2.7    | 8 avril 2014                                                           |
| Butins de guerre                                         | 2.8    | 10 juin 2014                                                           |
| Galactic Strongholds (accès anticipé)                    | 2.9    | 19 août 2014                                                           |
| Alliances forgées                                        | 2.10   | 9 septembre 2014                                                       |
| Shadow of Revan                                          | 3.0    | 2 décembre 2014                                                        |
| Conflits sur Rishi                                       | 3.1    | 2 décembre 2015                                                        |
| L'avènement de l'Empereur                                | 3.2    | 28 avril 2015                                                          |
| Grande célébration Togruta                               | 3.3    | 22 juillet 2015                                                        |
| Knights of the Fallen Empire                             | 4.0    | 20 octobre 2015                                                        |
| Anarchie au paradis                                      | 4.1    | 8 février 2016                                                         |
| Désaveu                                                  | 4.2    | 8 mars 2016                                                            |
| Obscures visions                                         | 4.3    | 5 avril 2016                                                           |
| Pillages et profits                                      | 4.4    | 3 mai 2016                                                             |
| La vengeance de Mandalore                                | 4.5    | 1 juin 2016                                                            |
| La machination GEMINI                                    | 4.6    | 28 juin 2016                                                           |
| La bataille d'Odessen                                    | 4.7    | 9 août 2016                                                            |
| Knights of the Eternal Throne                            | 5.0    | 2 décembre 2016                                                        |
| Défendre le trône                                        | 5.1    | 23 janvier 2017                                                        |
| La Guerre de Iokath                                      | 5.2    | 17 avril 2017                                                          |
| Sœurs de Carnage                                         | 5.3    | 10 juillet 2017                                                        |
| Umbara en crise                                          | 5.4    | 24 août 2017                                                           |
| Forces unifiées                                          | 5.5    | 10 octobre 2017                                                        |
| Un traitre parmi les Chiss                               | 5.6    | 27 novembre 2017                                                       |
| Héritage des créateurs                                   | 5.7    | 22 janvier 2018                                                        |
| Autorité de commandement                                 | 5.8    | 18 mars 2018                                                           |
| La conspiration de Nathema                               | 5.9    | 2 mai 2018                                                             |
| Légende galactique                                       | 5.9.2  | 7 août 2018                                                            |
| Gloire et fortune                                        | 5.9.3  | 2 octobre 2018                                                         |
| Jedi assiégés                                            | 5.10   | 10 décembre 2018                                                       |
| Misérable nid                                            | 5.10.1 | 2 février 2019                                                         |
| Les messagers de la victoire                             | 5.10.2 | 10 avril 2019                                                          |
| L'incursion sur Dantooine                                | 5.10.3 | 1 juin 2019                                                            |
| Onslaught                                                | 6.0    | 22 octobre 2019                                                        |
| Sommets du pouvoir                                       | 6.1    | 13 février 2020                                                        |
| Échos de vengeance                                       | 6.2    | 9 décembre 2020                                                        |
| Sombre chute                                             | 6.3    | 27 avril 2021                                                          |
| Legacy of the Sith                                       | 7.0    | 15 février 2022                                                        |
| Recherches approfondies                                  | 7.1    | 2 août 2022                                                            |
| Confrontation sur Ruhnuk                                 | 7.2    | 13 décembre 2022                                                       |
| Vieilles blessures                                       | 7.3    | 13 juin 2023                                                           |
| Sombres chaînes                                          | 7.4    | 5 décembre 2023                                                        |
| Défi désespéré                                           | 7.5    | 29 mai 2024                                                            |
| Trame galactique                                         | 7.6    | 10 décembre 2024                                                       |

## Adaptations

### Romans
Quatre romans adaptant l'univers du jeu vidéo sont parus aux États-Unis chez Del Rey Books, et en français aux éditions Fleuve noir et Pocket, traduits par Thierry Arson.
- Alliance fatale de Sean Williams : premier roman de la série, il se déroule en 3 643 av. BY. Fleuve noir no 107.
- Complots de Paul S. Kemp : deuxième roman de la série, il met en scène Dark Malgus après les évènements survenus lors de la destruction du Temple Jedi de Coruscant. Il se déroule avant Alliance fatale en 3 653 av. BY. Fleuve noir no 110.
- Revan de Drew Karpyshyn : troisième roman de cette période, il relate l'histoire de Revan après les évènements de Star Wars: Knights of the Old Republic et Star Wars: Knights of the Old Republic 2 - The Sith Lords. Il se déroule entre 3 956 et 3 951 av. BY. Pocket no 112.
- Annihilation de Drew Karpyshyn : quatrième roman de cette période. Il se déroule en 3 640 av. BY. Pocket no 126.

### Comics
The Old Republic : série, en trois arcs indépendant les uns des autres répartis sur 11 numéros, parue chez Dark horse aux États-Unis et traduite par Delcourt en français. Les six premiers numéros ont initialement été publiés gratuitement sur Internet pour promouvoir le jeu vidéo The Old Republic. Ils sont ensuite sortis en format papier et un troisième arc a été rajouté. Les trois arcs sont indépendants les uns des autres, ils peuvent donc être lus dans le désordre. Ils sont classés ici par ordre de publication.
1. Tome 1 : La Menace de la paix, Delcourt - La Saga en BD 33-36, septembre 2011 à février 2012 (The Old Republic #1-3)
2. Tome 2 : Le Sang de l'Empire, Delcourt - Album, septembre 2011 (The Old Republic #4-6)
3. Tome 3 : Soleils perdus, Delcourt - Album, février 2012 (The Old Republic #7-11)

## Accueil

### Critiques
(juillet 2015).
Les critiques adressées au jeu lors de sa sortie sont principalement dues à sa sortie prématurée, afin d'être disponible à temps pour les fêtes de fin d'année 2011. Les joueurs se retrouvent confrontés à de nombreux bugs, ralentissements et à l'absence de certains éléments dont l'implantation fut reportée à des correctifs ultérieurs[réf. nécessaire].
À sa sortie, le contenu pour les joueurs de haut niveau est quasiment inexistant, mis à part deux raids et du JcJ sauvage ; les développeurs ayant préféré se concentrer sur la phase de gain d'expérience scénarisée[réf. nécessaire].
- L'obtention de l'équipement reposait, notamment en joueur contre joueur, sur un facteur chance complètement aléatoire qui fut mal accueilli à l'époque ;
- Le jeu souffrait de nombreux bugs, et n'était pas du tout optimisé. Les configurations anciennes ou d'entrée de gamme se retrouvaient très vite limitées, au point de rendre certains pans entiers du jeu complètement injouables (chute dramatique d'images par seconde dans les zones multijoueurs rendant le jeu joueur contre joueur impossible...)
- Les temps de chargement étaient globalement très longs, de l'ordre de plusieurs minutes par zone. Cela étant d'autant plus incompréhensible que la taille des zones du jeu, qui plus est fermées, était relativement moindre à d'autres jeux du même genre ;
- À sa sortie, les serveurs se trouvèrent très rapidement saturés ; un joueur pouvait ainsi être confronté à des files d'attentes de plusieurs heures avant de pouvoir jouer.
- Le trop grand nombre de joueurs fut également la cause d'une latence importante en jeu (notamment à l'affichage des personnages dans les sanctuaires), qui nuisit à l'expérience de jeu pendant plusieurs semaines après la sortie officielle.

D'une façon plus générale, bien qu'apportant un grand nombre de nouveautés et mécaniques intéressantes, le jeu de BioWare reprenait également beaucoup d'aspects de MMORPG populaires du moment, ce qui déplut à certains joueurs cherchant de la nouveauté.
La plupart de ces points sont depuis résolus, ou en cours de résolution : la variété du contenu high-level est désormais bien plus vaste, les temps de chargement sont réduits pour les machines à haute capacité, les serveurs sont désormais plus vides et il est désormais extrêmement rare d'avoir un temps d'attente avant de jouer.

### Ventes
Star Wars: The Old Republic franchit la barre du million d'abonnés trois jours après sa sortie, ce qui fait de lui le MMO ayant eu le départ le plus réussi de l'histoire, en termes de joueurs[réf. nécessaire].
Les ventes totales du jeu (incluant les comptes de joueur) sont estimées à 2 644 424 à la date du 1er septembre 2014, pour un total de 920 000 copies du jeu vendues en Europe et 69 000 comptes SWTOR répertoriés en France.
De plus, Star Wars: The Old Republic est le jeu détenteur du record Guiness du produit de divertissement ayant le plus de lignes de voix doublées en langues étrangères, avec plus de 200 000 lignes de voix doublées par plus d'une centaines d'acteurs.

## Univers étendu
À la suite du rachat de la société Lucasfilm par The Walt Disney Company, tous les éléments racontés dans les produits dérivés datant d'avant le 26 avril 2014 ont été déclarés comme étant en dehors du canon et ont été regroupés sous l’appellation « Star Wars Légendes ».